# Teudis
Teudis je bio vizigotski kralj u Hispaniji od 531. do 548. godine.
Nakon smrti Amalarika, posljednjeg izdanka dinastije Balti, ostrogotski velikaš i bivši vojskovođa Teodorika Velikog je izabran za kralja. On je preselio vizigotsku prijestolnicu iz Narbona u Barcelonu.
Tijekom njegove vladavine izdan je jedinstveni zakonik, prvi od Ervigovog. Proklamiran je u studenom 546., a sadržavao je brojne rimske citate.
541. godine morao se suprotstaviti Francima i Klodoviku koji su došli do Pamplone i Zaragoze i opsjedali ih 49 dana. Nakon uspješne obrane gradova, Teudis je istjerao Franke s vizigotskog teritorija. S druge strane, nije pošao u obranu Seute koju su Bizantinci opsjedali s mora i kopna 542. godine.
548. godine ubio ga je novi pretedent na vizigotsko prijestolje, Teudigisil, u palači u Barceloni.

## Vanjske poveznice
- J.B. Bury. History of the Later Roman Empire, Chapter 19, section 14.
- Edward Gibbon, History of the Decline and Fall of the Roman Empire, Chapter 41.  Arhivirana inačica izvorne stranice od 10. rujna 2006. (Wayback Machine)